# Maksim Iglinskij
Maksim Gennad'evič Iglinskij (in cirillico: Максим Геннадьевич Иглинский, in qazaqsa: Maksïm Ï--glïnskïy; Astana, 18 aprile 1981) è un ex ciclista su strada kazako, professionista dal 2005 al 2014 e vincitore della Liegi-Bastogne-Liegi 2012.
Ha un fratello ciclista, Valentin Iglinskij.

## Carriera
Dopo essersi messo in mostra nelle categorie giovanili, passa professionista nel 2004 con la Capec, una squadra di categoria GS3 del suo paese. Pur non partecipando spesso a corse importanti, dimostra subito di cavarsela bene su percorsi che presentano salite e di avere un discreto spunto veloce. Oltre alla vittoria nel prologo del Giro di Grecia si segnala soprattutto per i quinti posti al Tour de l'Avenir (la corsa a tappe più importante a livello Under-23), al Tour of Qinghai Lake e al Grand Prix Le Telegramme.
Si accorge di lui la Domina Vacanze di Gianluigi Stanga, che lo ingaggia per l'annata 2005; Iglinskij si rivela una delle note più liete della stagione: vince il Gran Premio Città di Camaiore ed una tappa al Giro di Germania e si classifica secondo nel campionato nazionale a cronometro, quinto al Giro del Lazio e undicesimo al GP Ouest-France di Plouay. Nel 2006 passa alla Milram e si fa vedere un po' meno, comunque vince il titolo nazionale a cronometro e si classifica 13º al Critérium du Dauphiné Libéré e 17º alla Freccia Vallone.
Nel 2007 si trasferisce tra le file della formazione kazaka Astana; nel giugno di quell'anno vince una tappa al Critérium du Dauphiné Libéré, alla quale poco dopo aggiunge la conquista del titolo nazionale su strada. L'anno dopo si aggiudica la prima frazione del Tour de Romandie, mentre nel 2010, dopo aver vinto la Monte Paschi Strade Bianche, ottiene piazzamenti tra i primi dieci alla Milano-Sanremo, al Giro delle Fiandre e alla Gand-Wevelgem.
Nel 2012 consegue la sua prima vittoria in una classica monumento, trionfando nella Liegi-Bastogne-Liegi davanti a Vincenzo Nibali ed Enrico Gasparotto. Nell'agosto 2014 viene trovato positivo all'EPO e per questo squalificato per due anni, fino al 30 settembre 2016.

## Palmarès
- 2002

8ª tappa, 1ª semitappa Vuelta Ciclística Independencia Nacional
Classifica generale Vuelta Ciclística Independencia Nacional
2ª tappa Tour of China
- 2003

3ª tappa Tour de Bulgarie
- 2004 (Cycling Team Capec, tre vittorie)

Classifica generale Vuelta Ciclística Independencia Nacional
Prologo Giro di Grecia
1ª tappa Prix de la Slantchev Brjag
- 2005 (Domina Vacanze, due vittorie)

Gran Premio Città di Camaiore
6ª tappa Deutschland Tour (Singen)
- 2006 (Milram, una vittoria)

Campionati kazaki, Prova a cronometro
- 2007 (Astana, due vittorie)

Campionati kazaki, Prova a cronometro
6ª tappa Giro del Delfinato (Valloire)
- 2008 (Astana, una vittoria)

1ª tappa Tour de Romandie (Saignelégier)
- 2010 (Astana, una vittoria)

Monte Paschi Strade Bianche
- 2012 (Astana, una vittoria)

Liegi-Bastogne-Liegi
- 2013 (Astana, due vittorie)

4ª tappa Giro del Belgio (Lacs de l'Eau d'Heure > Lacs de l'Eau d'Heure)
Tour of Almaty

### Altri successi
- 2008

Classifica Gran Premio della Montagna Tour de Suisse
- 2013

1ª tappa Vuelta a España (Vilanova de Arousa > Sanxenxo, cronosquadre)

## Piazzamenti

### Grandi Giri
- Giro d'Italia

2008: 55º
- Tour de France

2005: 37º
2006: ritirato
2007: non partito (16ª tappa)
2010: 131º
2011: 105º
2014: 129º
- Vuelta a España

2009: non partito (18ª tappa)
2013: ritirato (19ª tappa)

### Classiche monumento
- Milano-Sanremo

2005: 97º
2009: 52º
2010: 8º
2011: ritirato
2012: ritirato
2013: 35º
2014: ritirato
- Giro delle Fiandre

2009: 59º
2010: 8º
2011: ritirato
2012: 23º
2013: 34º
- Liegi-Bastogne-Liegi

2005: ritirato
2006: 63º
2007: 67º
2009: 22º
2010: 107º
2011: 70º
2012: vincitore
2013: 21º
2014: 63º
- Giro di Lombardia

2009: 53º

### Competizioni mondiali
- Campionati del mondo

Hamilton 2003 - In linea Under-23: 16º
Madrid 2005 - In linea Elite: ritirato
Mendrisio 2009 - In linea Elite: 97º
Copenaghen 2011 - In linea Elite: 112º
Toscana 2013 - In linea Elite: 8º
- Giochi olimpici

Atene 2004 - In linea: ritirato
Pechino 2008 - In linea: ritirato